# Ibráhim Lódí
Ibráhim Lódí (? – 21. dubna 1526) byl sultán z dynastie Lódiů, poslední sultán dillíského sultanátu. Původem Paštún, vládl mezi lety 1517–1526. Zemřel v první bitvě u Pánípatu, kde byla jeho vojska na hlavu poražena a on zabit Báburem, prvním mughalským císařem.